# Doldertram
Als Doldertram oder Dolder-Tram wurde die Hotelstrassenbahn des Dolder Grand Hotel in Zürich bezeichnet, die von 1899 bis 1930 bestand. Sie diente als Zubringer von der Bergstation der Dolderbahn zum Hotel.

## Geschichte
Seit 1895 erschliesst die Dolderbahn den Adlisberg, bis 1972 als Standseilbahn, seit 1973 als Zahnradbahn. Sie diente anfangs primär als Zubringer zu den touristischen Betrieben am Berg.
Die Bergstation der Dolderbahn lag in der Zeit des Betriebs als Standseilbahn beim Dolder Waldhaus. Um das etwas über 500 Meter von der Bergstation entfernte Dolder Grand Hotel & Curhaus bequem erreichen zu können, nahm die Dolderbahn am 5. Juli 1899 eine meterspurige elektrische Strassenbahn in Betrieb. Die Strecke führte von der Bergstation der Dolderbahn entlang der Kurhausstrasse. Die eingleisige Strecke besass keine Gleisverbindung zum Zürcher Tramnetz.
Das Doldertram verfügte in der Zeit seines Bestehens über einen einzigen, nummernlosen und zweiachsigen Triebwagen des Typs Ce 2/2. Dieser war baugleich zu den Wagen 57–84 der Städtischen Strassenbahn Zürich (StStZ). Letztere war auch für die Wartung des Dolderbahn-Triebwagens zuständig und stellte bei längeren Revisionen ein Ersatzfahrzeug.
Die Strassenbahn war bis 1914 nur saisonal zwischen April und Oktober in Betrieb. Während des Hotelumbaus 1924/1925 wurde die Strecke auf der Hotelterrasse verkürzt und die einzige Weiche samt einem nie genutzten zweiten Gleis entfernt.
Die Stilllegung des Doldertrams erfolgte am 31. Dezember 1930, an seine Stelle trat ein hoteleigener Saurer-Autobus.

## Nachwirkung
Die Dolderbahn wurde 1972/1973 in eine Zahnradbahn umgebaut und gleichzeitig auf anderem Trassee bis zum Dolder Grand Hotel verlängert.

## Bilder

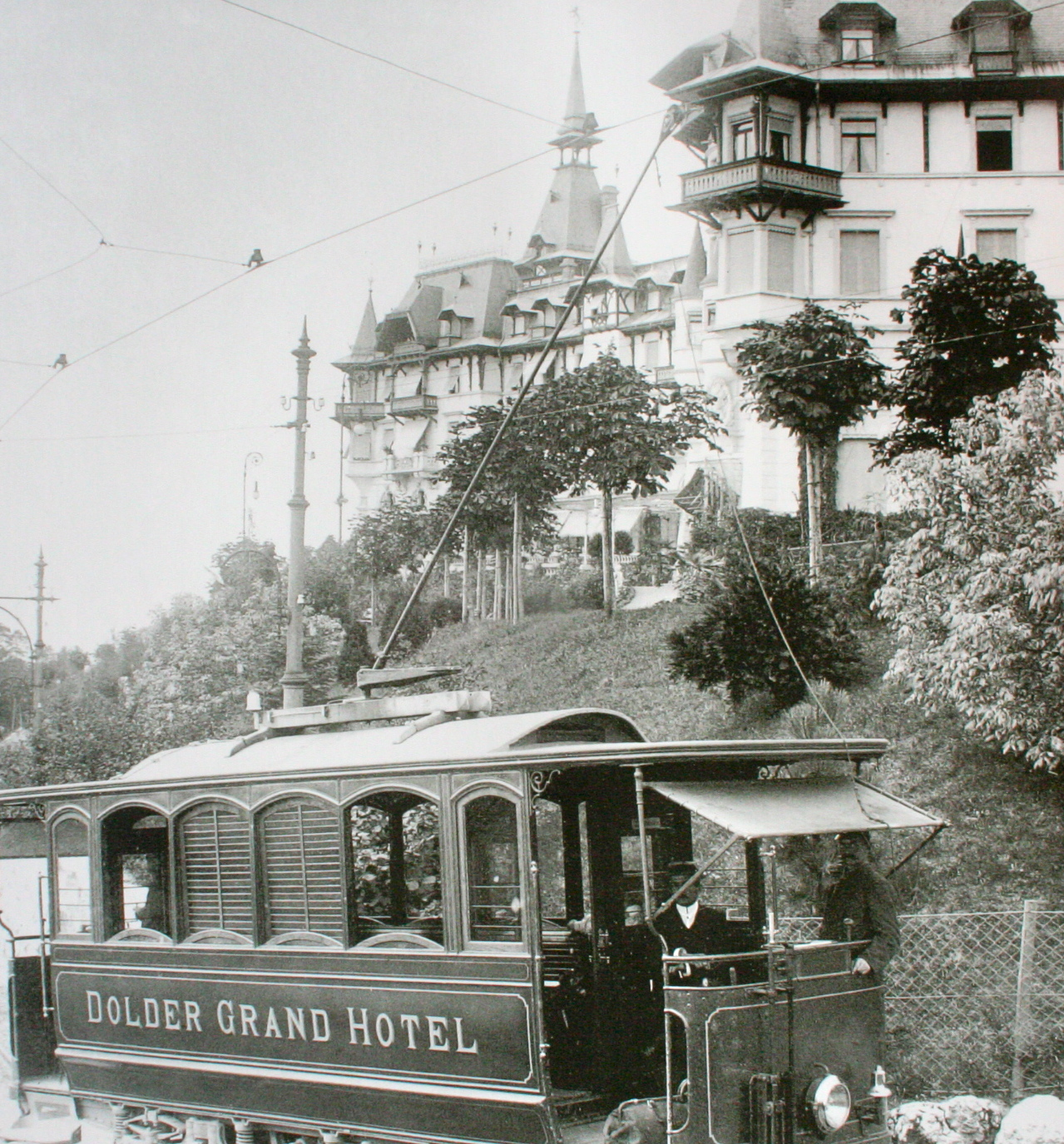
Um 1910
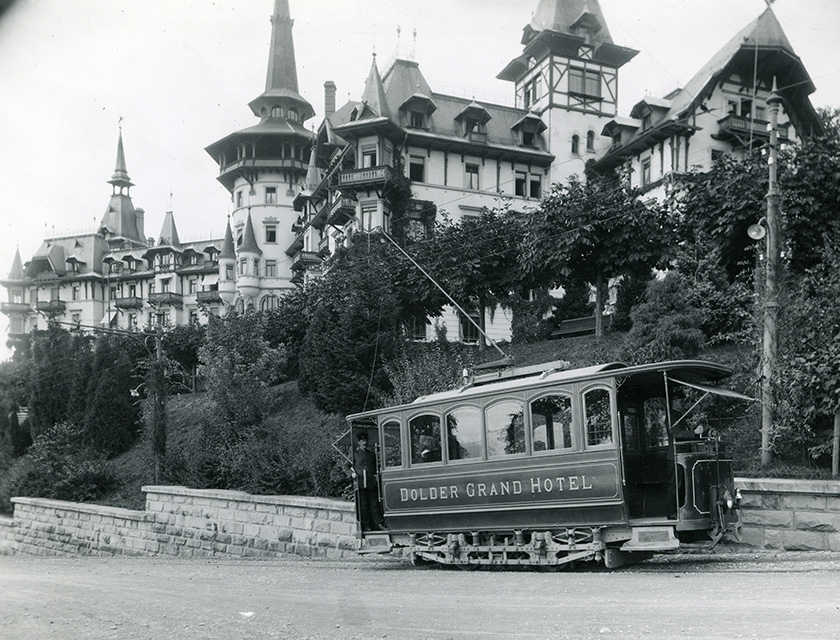
Im Jahr 1911